# Грамема
Граме́ма — термін використовується для позначення граматичних значень як компонентів граматичної категорії. Був уведений американськими лінгвістами, які започаткували напрям декриптивізму — витоку психолінгвістики.
Єдність граматичного значення і співвіднесеного з ним формального показника утворює двосторонню мовну одиницю, граматичний знак, тобто грамему. Граматична категорія (морфологічна) є не тільки системою опозицій елементарних граматичних значень, але й системою протиставлень грамем як двосторонніх сутностей, наділених власним (стандартним) потенціалом означень і позначень. У формальній структурі граматичної категорії грамема постає одним із протиставлюваних один одному рядів граматичних форм, наділених тим самим значенням. Основним структурним типом грамеми є ряд морфологічних форм, об'єднаних значенням одного з компонентів граматичної категорії, які формують морфологічну категорію.
В Енциклопедії «Українська мова» подано значеннєво-формальне визначення грамеми як поняття синтаксичної форми — рядів синтаксичних конструкцій, що виражають те саме синтаксичне значення. Грамема є компонентом граматичної категорії, тобто видовим поняттям щодо граматичної категорії — родового поняття.